# 广州博物馆
广州博物馆，位于广东省广州市，是广州市级博物馆。

## 简介
1928年，广州市政府在修葺镇海楼的同时，在镇海楼筹办“广州市立博物院”，1929年2月11日，正式对外开放，是中国最早期的博物馆之一。1941年到1945年，称“广州市立图书博物馆”。1946年到1949年，称“广州市立博物馆”。1950年起，称“广州博物馆”。
广州博物馆如今除了镇海楼展区外，还有广州美术馆、三元里人民抗英斗争纪念馆、三·二九起义指挥部旧址纪念馆三个分展区。

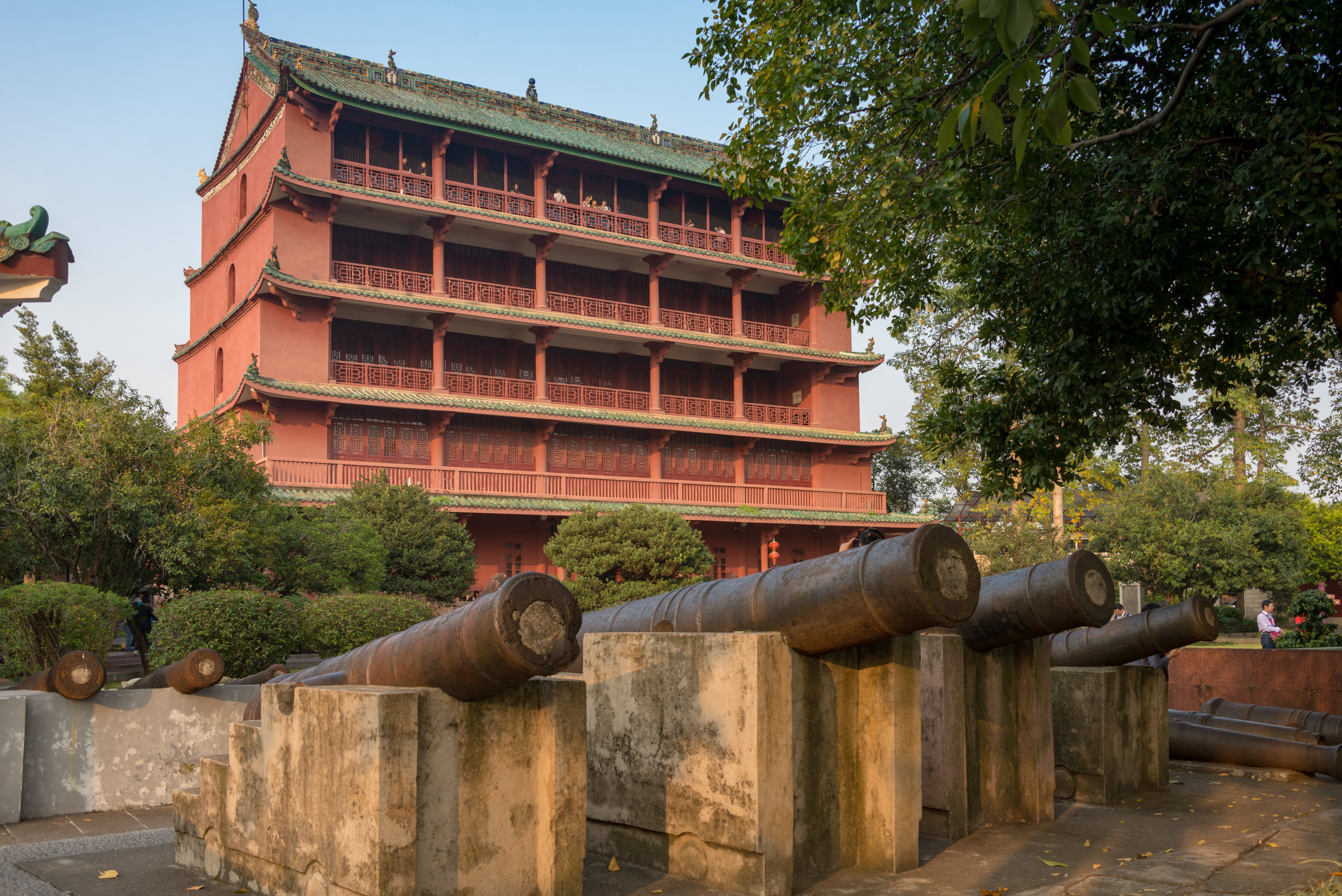
广州市博物馆展区之一镇海楼

广州博物馆收藏和展示广州地方历史文物。2010年代，馆内常设展览是“广州历史陈列”展，通过近千件图片和资料，反映广州历史发展与地方文化。广州博物馆还定期举办专题性、纪念性临时展览。广州博物馆的藏品主要是中华人民共和国成立后考古发掘的出土文物，另外还有经广州市政府调拔，向社会征集和购买，社会各界人士捐赠的文物，馆藏已由初期的3000多件增至2010年代的10万件。
2017年，广州博物馆被中国博物馆协会评为第三批国家一级博物馆。